# Hedda Andersson
Hedda Albertina Andersson ( Malmö, 24 april 1861 – Lund, 7 september 1950) was een Zweedse arts. Zij was de tweede vrouwelijke student aan de Universiteit van Lund en de tweede vrouwelijke arts met een universitaire opleiding in Zweden. 

## Leven
Hedda Andersson was de dochter van een arbeider genaamd Andersson en de klok gumma (medicijnvrouw) Johanna Andersson. Toen haar vader in 1866 overleed, trok ze met haar moeder en drie broers en zussen in bij haar grootmoeder.
Van moederskant stamde ze af van een geslacht van medicijnvrouwen, waarvan bekend is dat ze al minstens zeven generaties lang traditionele volksgeneeskunde beoefenden, een traditie die teruggaat tot de 17e eeuw. Hedda was de dochter van Johanna Andersson, die de dochter was van Elna Hansson, de dochter van Marna Nilsdotter, de dochter van Elna Hansdotter, de dochter van Sissa Mårtensdotter, de dochter van Elna Persdotter - de familie had meer dan 150 jaar genezingsgeschiedenis toen Hedda werd geboren.   Haar moeder en grootmoeder werkten samen als artsen in Malmö . Haar grootmoeder was in heel Scandinavië bekend als de Lundakvinnan ("Vrouw van Lund") en had zichzelf opgeleid tot barbier-chirurg om te voorkomen dat ze van kwakzalverij zou worden beschuldigd. Haar dochter, de moeder van Hedda, deed dat ook om dezelfde reden.
Toen de universiteiten in Zweden in 1870 voor vrouwen werden opengesteld, besloten haar moeder en grootmoeder dat ze geneeskunde moest studeren aan een universiteit en een officiële licentie moest behalen, om te voorkomen dat ze vervolgd zou worden en beschuldigd van kwakzalverij, wat in de geschiedenis van hun familie met veel vrouwen het geval was geweest,  zoals haar grootmoeder en moeder. Hedda Andersson kreeg haar opleiding aan de school van Maria Stenkula en werd in 1880 toegelaten tot de Universiteit van Lund.
Zij wordt wel de eerste vrouwelijke studente genoemd, maar in werkelijkheid was dit nog maar kort daarvoor Hildegard Björck . Tot 1882 was ze de enige vrouw op de universiteit, maar naar verluidt werd ze door haar mannelijke medestudenten met respect behandeld. Ze behaalde haar bachelordiploma in 1887 en haar medische licentie in 1892. Daarmee werd zij de tweede vrouwelijke arts die aan een Zweedse universiteit afstudeerde, na Karolina Widerström . Ook studeerde zij in 1892 en 1895 in Kopenhagen en in 1893 bij Max Sänger in Leipzig .
Ze was actief als arts in Ronneby (1892-1895), in Malmö (1893-1895) en in Stockholm (1895-1925), waarna ze zich in Lund vestigde.

## Herdenking
Ter nagedachtenis aan Hedda Andersson werd in 2009 aan de Universiteit van Lund een gasthoogleraarschap opgericht. 
- KulturNav: 39d57c21-6f0d-442a-b4cd-d15f86741d8f